# Petlyakov Pe-8
Il Petlyakov Pe-8 (in cirillico Петляков Пе-8) era un bombardiere pesante quadrimotore ad ala bassa sviluppato in Unione Sovietica nel CDB-29 dal gruppo diretto da Vladimir Michajlovič Petljakov negli anni trenta.
Inizialmente designato Tupolev ANT-42 (Туполев АНТ-42), in quanto progettato nell'OKB 156 diretto da Andrej Nikolaevič Tupolev, o anche Tupolev TB-7 (ТБ-7) (dal russo: Тяжёлый Бомбардировщик, Tjažëlyj Bombardirovščik, ovvero bombardiere pesante), venne prodotto in un numero limitato di esemplari ed impiegato dalla Sovetskie Voenno-vozdušnye sily (VVS), l'Aeronautica militare dell'Unione Sovietica, durante la seconda guerra mondiale.

## Storia del progetto
Nei primi anni trenta i funzionari della Sovetskie Voenno-vozdušnye sily si resero conto che le esigenze nella guerra aerea stavano mutando e che i propri reparti di bombardamento strategico basati sugli imponenti Tupolev ANT-6/TB-3 avrebbero dovuto essere aggiornati con modelli più attuali. A questo scopo emise una specifica per la fornitura di un nuovo bombardiere alla quale rispose l'ufficio di progettazione (OKB) nr. 156 diretto da Andrej Nikolaevič Tupolev con un progetto avviato nel luglio 1934, l'ANT-42. Si trattava, per il periodo, di velivolo di nuova generazione ma il suo sviluppo incontrò varie difficoltà.

### Sviluppo
Petljakov perfezionò il progetto con accorgimenti tecnici in grado di fornire prestazioni tali da superare ogni caccia intercettore ad alta quota.
Il prototipo, ancora non equipaggiato di armamento e ancora sprovvisto del sistema ATsN, ed ai comandi del pilota collaudatore Michail Michajlovič Gromov venne portato in volo per la prima volta il 27 dicembre 1936 dall'aeroporto centrale M.V. Frunze, struttura ora scomparsa nella zona di Chodynka, a nord-ovest del centro di Mosca. Dopo il successo nelle prove iniziali, il sistema ATsN venne installato per le prove di valutazione statali nel mese di agosto 1937 ed i motori Mikulin AM-34RNB vennero montati durante le prove. Gromov riferì che il timone era inefficace e che i motori esterni subivano un pericoloso surriscaldamento. Successive prove nella galleria del vento identificarono il problema con l'aerodinamica dei radiatori e delle gondole. per risolvere il problema i radiatori vennero spostati in un profondo condotto al di sotto delle gondole interne ed il timone venne ampliato e ridisegnato adottando un rivestimento liscio.
Il sistema ATsN-2, dal russo Agregat central'novo nadduva — unità centrale di sovralimentazione, consisteva in un'insolita configurazione a 5 motori, quattro AM-34FNR da 1 100 CV posizionati in altrettante gondole sul bordo d'attacco alare ed il quinto, un Klimov M-100, incorporato nella fusoliera con il compito di ripristinare tramite compressore il flusso d'aria necessario per la potenza dei motori in quota.
L'adozione dei motori Mikulin AM-35A permise di eliminare tale complesso sistema di sovralimentazione, e il velivolo realizzato con tali motori raggiunse soddisfacenti prestazioni generali anche a 8.000 metri. La produzione iniziò nel 1939 e l'aereo, denominato TB-7, venne poi ridesignato Pe-8. Era uno dei primissimi aerei della nuova generazione di quadrimotori da bombardamento.
La sua struttura comprendeva un'enorme fusoliera, con postazioni difensive nel muso e in coda, oltre che una torretta dorsale. L'ala era di grandissima apertura e di struttura trapezoidale. Era talmente grande che per l'installazione di mitragliatrici calibro 12,7 mm nelle gondole motrici non era necessaria alcuna postazione telecomandata, ma bastava un tunnel di comunicazione tra la fusoliera e le gondole interne.
Causa però la precedenza assegnata durante la seconda guerra mondiale ai bombardieri tattici, le difficoltà di messa a punto e la concorrenza del più piccolo, ma comunque efficace Ilyushin Il-4, lo sviluppo del modello procedette lentamente.
Il passo successivo era quello di ricercare un'autonomia maggiore, e dato che ai sovietici non mancavano motori affidabili di elevata potenza (a differenza degli italiani, come accadde per il Piaggio P.108) venne installato il Diesel M-30, un 12 cilindri a V da 1 475 CV (come il Daimler-Benz DB 605). Nonostante il peso elevato del motore, le prestazioni migliorarono almeno in quanto ad autonomia, che passò da 3 700 a 4 800 km, sempre con un carico massimo di 4.000 chili di bombe.
Il miglior risultato però venne ottenuto successivamente con i motori Shvetsov ASh-82 (M-82FN), che nonostante i loro 1 875 CV (1 380 kW) avevano una struttura più leggera e pertanto consentirono di ridurre il peso massimo da 33 000 a 31 000 kg (era di 27 000 con i AM-35), essendo dei benzina radiali. Il velivolo consentiva di volare per 4 100 chilometri e di portare (non è chiaro se abbinato a tale autonomia) 5 200 kg, incluse bombe da 2 000 kg.

## Impiego operativo
Quando iniziò l'Operazione Barbarossa, il 22 giugno 1941, solo il 2º Squadrone del 14º reggimento bombardieri pesanti (14-j tâželyj bombardirovočnyj aviacionnyj polk—TBAP), basato a Boryspil' era equipaggiato con i Pe-8, ma né gli equipaggi erano adeguatamente preparati né i velivoli erano ancora in condizioni completamente operative. Due dei nove Pe-8 schierati rimasero distrutti durante incursioni aeree della Luftwaffe poco dopo l'inizio della guerra, prima che i Pe-8 venissero spostati fuori dal loro raggio operativo all'aeroporto di Kazan'. Stalin ordinò che la squadriglia fosse trasformata in un reggimento e che avrebbero iniziato missioni per colpire bersagli in profondità all'interno del territorio tedesco. In teoria, questa tattica avrebbe potuto alzare il morale sovietico, dimostrando la vulnerabilità del nemico. Lo squadrone venne ridesignato il 29 giugno come 412º TBAP ed iniziò la preparazione per missioni a lungo raggio. Intorno al 27 luglio è stato nuovamente rinominato 432º TBAP. La sera del 10 agosto, una missione di bombardamento composta da otto Pe-8 motorizzati M-40 del 432º TBAP, coadiuvato da Yermolaev Yer-2 del 420º reggimento bombardieri a lungo raggio (DBAP), partì dall'aeroporto di Puškino, vicino a Leningrado, allo scopo di raggiungere Berlino. Uno dei Pe-8 al limite della sua capacità bellica si schiantò subito dopo il decollo dopo aver perso un motore. Solo quattro riuscirono a raggiungere Berlino, o la sua periferia, e di questi, solo due tornarono alla loro base. Gli altri atterrarono altrove o precipitarono in Finlandia ed Estonia. L'aereo del comandante della 81ª Divisione bombardieri a lungo raggio, kombrig Michail Vasil'evič Vodop'janov, alla quale entrambi i reggimenti appartenevano, venne prima attaccato per errore da alcuni caccia Polikarpov I-16 dell'Aviacija Voenno-Morskogo Flota nel Mar Baltico perdendo un motore e successivamente, prima che potesse raggiungere Berlino, la FlaK tedesca perforò un serbatoio di combustibile. Il velivolo di Vodop'janov precipitò nel sud dell'Estonia. Altri cinque Pe-8 vennero persi durante l'operazione, in gran parte a causa della scarsa affidabilità dei motori M-40. Ulteriori sette Pe-8 vennero persi nel corso del mese di agosto, rendendo inefficace il reggimento. Durante questo periodo, i velivoli superstiti vennero rimotorizzati con i più affidabili Mikulin AM-35A a scapito di un minor raggio d'azione.
Dal 1º ottobre 1941 il reggimento poté dotarsi di Pe-8 di nuova costruzione portando il loro numero complessivo a quattordici esemplari. I due mesi successivi condussero incursioni notturne su Berlino, Königsberg, Danzica e sulle città occupate dai tedeschi dall'avanzata in Unione Sovietica. Il reggimento, il 3 dicembre, è stato nuovamente ridesignato come 746º reggimento autonomo aeronautico a lungo raggio (Otdel'nyy Avia Polk Dal'nego Dejstvija-OAPDD). Dalla documentazione, di due giorni successiva a questa data, non risulta in carico alcun velivolo ma se ne trovano undici erano il 18 marzo 1942. Durante l'inverno del 1941-42, al reggimento venne assegnato la distruzione di un ponte ferroviario sul Volga, vicino a Kalinin. Nell'aprile 1942, un aereo volò con personale diplomatico e posta su un volo senza scalo da Mosca alla Gran Bretagna. Questa fu una prova per un volo con il ministro degli Esteri sovietico Vjačeslav Michajlovič Molotov e la sua delegazione con rotta Mosca - Londra - Washington e ritorno, per aprire negoziati per un secondo fronte contro la Germania nazista (19 maggio-13 giugno 1942). Benché il volo dovesse attraversare lo spazio aereo controllato dai tedeschi, il viaggio di ritorno si svolse senza incidenti. Dall'agosto 1941 al maggio 1942 il reggimento ha eseguito 226 sortite per un carico bellico complessivo di caduta pari a 606 t di bombe. Nel corso di queste missioni vennero persi 14 bombardieri, cinque in combattimento ed il resto a causa di malfunzionamento dei motori. Il reggimento quindi ricevette diciassette nuovi Pe-8 in loro sostituzione. Dalle tabelle di carico risultavano sedici aerei a disposizione il 1º maggio 1942, ma due mesi dopo il numero era salito soltanto a diciassette, da ciò si deduce che il reggimento stava perdendo esemplari con quasi la stessa velocità di quanto riuscivano ad essere sostituiti.
Il 890º reggimento aviazione a lungo raggio (Brjanskij aviacionnyj polk dal'nego dejstvija-APDD) venne costituito il 15 giugno 1942 ed entrambi i reggimenti sono stati usati per bombardare i centri tedeschi di Orël, Brjansk, Kursk e Poltava. L'attività bellica dei reggimenti si innalzò talmente che le missioni nel mese di agosto equivalevano in numero a quelle effettuate nei primi dieci mesi del conflitto. Alla vigilia del contrattacco sovietico a Stalingrado, l'Operazione Urano, l'8 novembre i reggimenti potevano contare su una flotta di quattordici Pe-8. Sotto il comando della 45ª Divisione aerea bombardieri a lungo raggio (Dal'nebombardirovočnaja Aviacionnaja Divizija—DBAD) non parteciparono agli attacchi aerei a Stalingrado.
Nel 1943, partendo dalla base aerea principale a Kratovo, a sud-est di Mosca, i reggimenti compirono missioni di bombardamento su centri di trasporto, aeroporti e concentrazioni di truppe, soprattutto sul cantiere ferroviario di Homel' sul quale vennero scaricati circa 606 t di bombe tra febbraio e settembre del 1943. Non è chiaro se queste missioni vennero eseguite solamente da Pe-8 o in combinazione con altri bombardieri. Il reggimento inoltre fu il primo ad utilizzare operativamente la FAB-5000, bomba da 5 000 kg, sganciandola su Königsberg nell'aprile del 1943, proseguendo con attacchi mirati in profondità nel territorio tedesco. Nel maggio 1943, le missioni si concentrarono sulle azioni di disturbo alla concentrazione di forze tedesche assegnate alla battaglia di Kursk. In una sortita, i 109 bombardieri della 45ª DBAD, la maggior parte dei quali però non erano Pe-8, colpì il nodo ferroviario di Orša durante la serata del 4 maggio; l'Oberkommando der Wehrmacht comunicò in quell'occasione la distruzione di 300 vagoni ferroviari e tre treni di munizioni.
Al 1º luglio, il reggimento aveva in carico 18 Pe-8 a disposizione delle operazioni durante la prima fase della battaglia di Kursk. Le unità a lungo raggio continuarono ad effettuare missioni di bombardamento notturne su obiettivi situati nell'entroterra tedesco, sostenendo l'offensiva sovietica terra nella sacca di Orel, chiamata Operazione Kutuzov, che ha avuto inizio il 12 luglio. La Luftwaffe trasferì i reparti della sua caccia notturna del IV./Nachtjagdgeschwader 5, che operavano sia con Junkers Ju 88 che con Dornier Do 217 per contrastare le incursioni sovietiche intorno all'area di Orël. Dopo che inizialmente le missioni dei caccia risultarono inefficaci contro le incursioni sovietiche, nella notte del 17-18 luglio le truppe tedesche riuscirono a distruggere le loro postazioni radar a terra, quindi mutò l'andamento degli scontri ed il numero delle perdite sovietiche si innalzò bruscamente. Benché i tedeschi effettuassero un totale di quattordici missioni, solo in quella notte riuscirono ad abbattere otto velivoli nemici e nella notte tra il 20 ed il 21 luglio, l'Hauptmann Heinrich Prinz zu Sayn-Wittgenstein, comandante del IV./NJG 5, riuscì da solo ad abbatterne tre. Uno dei fattori sfavorevoli agli equipaggi sovietici fu probabilmente determinato dai bagliori prodotti dall'impianto di scarico dei motori ASh-82 i quali, essendo sprovvisti di smorzatori di fiamma, potevano essere visibilmente notati dai piloti tedeschi.
Nonostante le sue perdite, il 746º OAPDD venne ridesignato 25º Reggimento di Aviazione a Lungo Raggio della Guardia (GAPDD) il 18 settembre 1943 a riconoscimento dei suoi risultati.

### Rimozione da incarichi di prima linea
Le perdite di Pe-8 dovute complessivamente a cause meccaniche, in combattimento e fuoco amico sono aumentate costantemente, da un aereo per 103 voli nel 1942 ad uno per 46 missioni nel 1944. Nonostante le perdite, lo stabilimento 124 riuscì comunque a fornire esemplari sufficienti al bisogno. Il numero di esemplari in dotazione al 45º DBAD continuò a salire, dai 20 a disposizione il 1º gennaio 1944 ai 30 del successivo 1º giugno. Il Pe-8 fu protagonista di 276 missioni nel 1944 contro bersagli come Helsinki, Tallinn e Pskov. In una sua opera, lo storico dell'aviazione Efim Gordon sostiene che il Pe-8 volò nella sua ultima missione, la notte del 1-2 agosto 1944, ma il resoconto statistico della VVS contraddice questa affermazione, dando notizia di 31 Pe-8 assegnati al 45º DBAD il 1º gennaio 1945 con 32 apparecchi operativi alla data del 10 maggio 1945. Tuttavia, durante questo periodo il 45º DBAD era composto da solo tre reggimenti, nessuno dei quali utilizzava il Pe-8 come loro aereo primario, così pur avendoli in carico non vennero utilizzati che secondariamente in missioni belliche operative. L'890º iniziò ad operare con i North American B-25 Mitchell, forniti dagli Stati Uniti in base al Lend-Lease, dall'estate del 1944 che si ridesignò reggimento di bombardamento aereo in 26 dicembre 1944. Il 362º APDD venne costituito all'inizio del 1944 con quattro Pe-8 ricevuti dagli altri due reggimenti, ma questi sono stati restituiti nella primavera del 1944, quando il reggimento iniziò a dotarsi dei B-25 Mitchell.

### Impiego postbellico
Dopo il termine del conflitto, il Pe-8 venne utilizzato in maniera intensiva come banco di prova volante per i test sui derivati sovietici della bomba volante tedesca V1 e venendo ridesignato Pe-8LL per gli studi dei prototipi di nuovi motori a pistoni. Venne inoltre utilizzato come lanciatore per il Bisnovat 5, velivolo sperimentale ad endoreattore, nel 1948-49. La compagnia aerea Aeroflot ricevette molti dei Pe-8 sopravvissuti per impiegarli in missioni di esplorazione polare. Il loro equipaggiamento militare venne rimosso mentre vennero equipaggiati con serbatoi supplementari, aggiornati nella motorizzazione adottando gli ASh-82FNs o gli ASh-73, quindi dipinti di color arancio per una più facile identificazione in caso di atterraggio forzato. Uno di questi riuscì ad atterrare al polo nord nel 1954 ed altri hanno contribuito a monitorare le Drejfuûŝaâ stanciâ, stazioni di ricerca installate sul ghiaccio alla deriva nelle profondità dell'Oceano Artico, in particolare le Severnyj polûs-2 (polo nord-2 o SP-2), SP-3 ed SP-4 durante la seconda parte degli anni cinquanta.

## Utilizzatori
Unione Sovietica
- Voenno-vozdušnye sily